# 足尾站

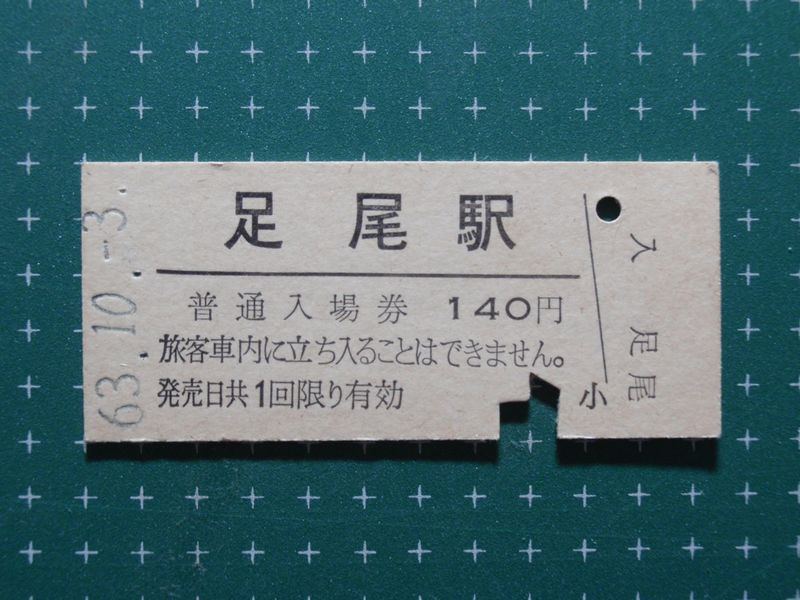
足尾站的硬式入場券

足尾站（日语：／ Ashio eki */?）是位於栃木縣日光市足尾町掛水6番地，渡良瀨溪谷鐵道的渡良瀨溪谷線車站。車站編號為WK16。
此站和鄰站通洞站均位於舊足尾町中心。每日設有4班行走於足尾站至JR日光站的巴士路線。

## 歷史
- 1912年（大正元年）12月31日 - 足尾鐵道車站啟用[2]。
- 1914年（大正3年）
  - 8月25日 - 此站至足尾本山站之間的貨物線開通，全線開通。
  - 11月1日 - 間藤站啟用，此站至間藤之間開設旅客營業。
- 1918年（大正7年）6月1日 - 足尾鐵道國有化，同日升級至車站，成為國有鐵道足尾線車站。
- 1987年（昭和62年）4月1日 - 伴隨國鐵分割民營化，車站由東日本旅客鐵道（JR東日本）營運[3]。
- 1989年（平成元年）3月29日 - 足尾線由渡良瀨溪谷鐵道接管，成為渡良瀨溪谷線車站。

## 車站構造
此站是地面車站，設有2面2線的單式月台。另外設有1條留置線。在下行間藤方向月台設有留置線。在貨運運送業務頂盛時代，可於車站內停到機車停泊。此站是溪谷線唯一設有一線通過結構的列車交會車站。由於沒有列車需要待避，因此在待避線（間藤方向）是本線月台。下行列車進站時需要慢駛經過轉轍器。在間藤一方的轉轍器速度限制為20km/h。在列車出發後也需要慢駛。月台中間設有站內平交道。當中，間藤方向的列車會等候所有乘客橫過平交道後才會出發。
在春天和秋天設有職員當值（8:00 - 9:40），職員會發售車票。在冬季12/1 - 3/19左右只於星期二設有職員當值 (8:00 - 9:40) 。車站職員會在此站或通洞站交替當值。

### 月台
| 月台             | 路線          | 上下行 | 方向             |
| ---------------- | ------------- | ------ | ---------------- |
| （車站大樓一方） | ■渡良瀨溪谷線 | 上行   | 大間間、桐生方向 |
| （車站大樓對面） | ■渡良瀨溪谷線 | 下行   | 間藤方向         |

## 使用狀況
| 1日上下車人次變化 | 1日上下車人次變化 |
| 年度              | 1日平均人次       |
| ----------------- | ----------------- |
| 2011年            | 49                |
| 2012年            | 59                |
| 2013年            | 48                |
| 2014年            | 53                |
| 2015年            | 50                |

## 車站周邊
- 日光市立足尾中學
- 國道122號
- 古河掛水倶樂部（古河礦業（日语：古河鉱業）迎賓館）

## 巴士路線
| 乘車處 | 系統           | 主要途經               | 目的地   | 巴士公司     |
| ------ | -------------- | ---------------------- | -------- | ------------ |
|        | 足尾JR日光站線 | 間藤站前、赤倉、神子內 | JR日光站 | 日光市營巴士 |
| 遠上線 | 神子內         |                        |          | 日光市營巴士 |
| 赤倉線 | 間藤站前、赤倉 |                        |          | 日光市營巴士 |
|        |                | 通洞站前、銅山觀光前   |          | 日光市營巴士 |

## 其他
- 車站大樓、月台和保管庫，與站內許多設備一同登錄成為文化財。
- 在JR北海道進行雙模式車輛運行實驗期間，此站也提供了場地。從此站經日足隧道連接JR日光站。若能實現，便能方便連接桐生和日光兩地，也有助增加渡良瀨溪谷鐵道收益[4]。

## 相鄰車站
渡良瀨溪谷鐵道
■渡良瀨溪谷線
- 小火車停車站

通洞（WK15）－足尾（WK16）－間藤（WK17）

## 注腳
1. 1 2  國土數値情報(不同車站上下車數據)  （页面存档备份，存于）（日語） - 國土交通省，2018年3月20日參閲
2. ↑  「私設鉄道運輸開始」『官報』1913年1月14日（國立國會圖書館數碼化收藏）
3. ↑  『交通年鑑 昭和63年版』 交通協力會，1988年3月。
4. ↑  PDF（日語） - 一般社團法人 理想之都市研究會

## 外部連結
- 渡良瀨溪谷鐵道｜足尾站 （页面存档备份，存于）（日語）
- 足尾駅-足尾Terrace （页面存档备份，存于）（日語）